# شب‌بو

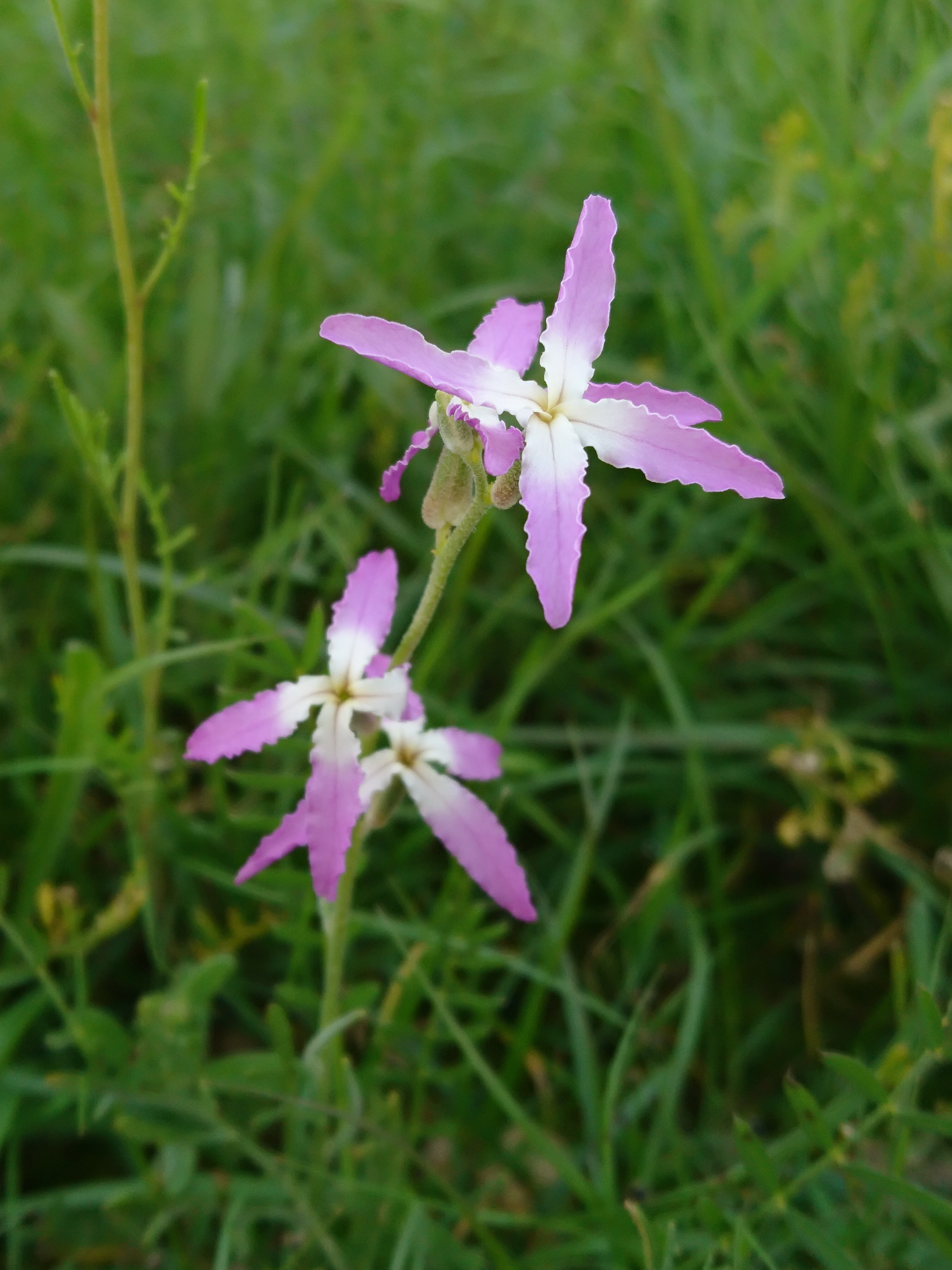
شب‌بوی هراتی (Matthiola afghanica)، بهبهان

شب‌بو یا چلیپا یک سرده از گیاهان خانوادهٔ شب‌بویان است که شامل حدود ۵۰ گونه از گیاهان یک‌ساله، دوساله و چندساله است که برخی از آن‌ها زینتی هستند و به سبب دارا بودن گل‌های معطر و زیبا در باغچه‌ها کشت می‌شوند.

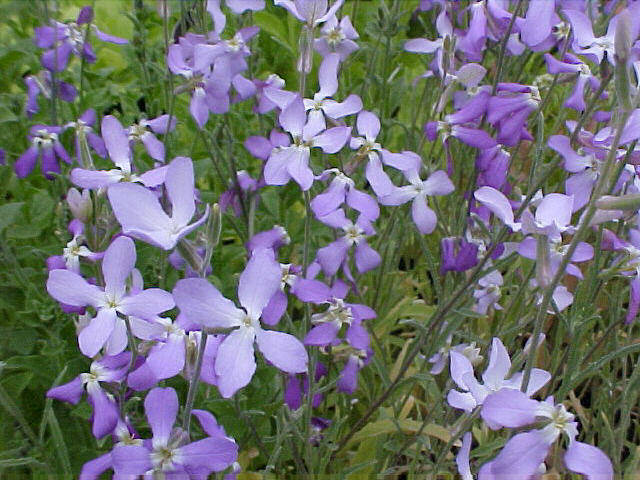
چلیپا یا شب‌بو (Matthiola longipetala)

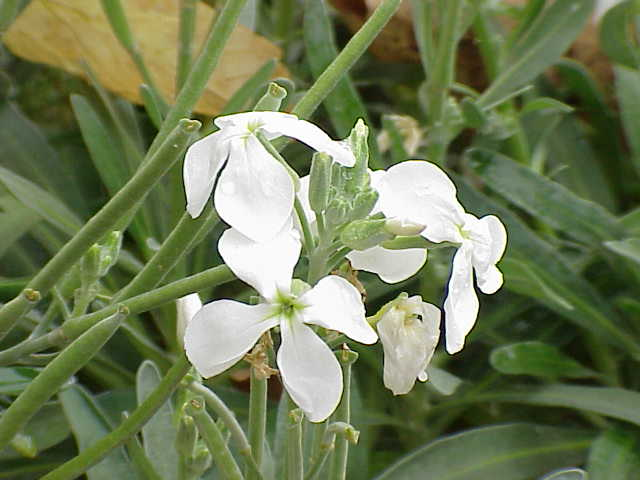
گونه‌ای شب‌بو (Matthiola incana)

## گونه‌ها
تاکنون حدود ۵۰ گونه شب‌بو شناسایی شده که نمونه‌هایی از آن‌ها عبارت‌اند از:
- شب‌بوی انگلیسی؛ این گیاه را علف سیر نیز گویند. ارتفاعش بین ۳۰ تا ۵۰ سانتی‌متر و قسمت‌های تحتانی آن کمی کرک دارد. ریشه و برگ این گیاه اگر در بین انگشتان فشرده شود بوی سیر از آن استشمام می‌شود و در بیشتر نقاط ایران می‌روید. دیگر نام‌های آن: سیرک، حشیشه القثوم، سیرج و صارمساق اوتی است.[۶]
- شب‌بوی زرد؛ گونه‌ای شب‌بو که دارای گل زرد است و به‌علت زیبایی گل‌هایش بیشتر از انواع دیگر مورد توجه‌است. منظور از گل خیری که در برخی اشعار فارسی در ادوار مختلف آمده، همین گل است زیرا گل‌هایش دارای رنگ طلایی و تلألو خاصی است.[۶]
- شب‌بوی سلطانی؛ گونه‌ای شب‌بو که دارای گل‌های زرد یا بنفش است و برگ‌هایش دانه‌ای است و ارتفاعش بالغ بر یک متر می‌شود و پایا است. دیگر نام‌های آن: شب‌بوی باغی، شب‌بوی درختی، منثور بری، خیری و اصفر.[۶]
- شب‌بوی دریایی؛ گونه‌ای شب‌بو که دارای گل‌های نسبتاً درشت بنفش قرمزرنگ است و تکثیرش به وسیلهٔ بذر انجام می‌شود.[۶]
- شب‌بوی هراتی؛ گونه‌ای شب‌بو که دارای برگ‌های دراز و گل‌های خوشه‌ای ارغوانی است. عطر گل‌های این گونه شب‌بو از دیگر گونه‌ها بیشتر است. تکثیر این گیاه به وسیلهٔ پاجوش و گاهی به وسیلهٔ بذر است. دیگر نام‌های آن: منسوج، منثور، منسوب، گل عروسان، گل عروس و شب‌بوی خانمی است.[۶] این گونه در ایران و افغانستان می‌روید.

### فهرست گونه‌ها
گونه‌های پذیرفته شده از سردهٔ شب‌بو:
- Matthiola afghanica Rech.f. & Köie
- Matthiola anchoniifolia Hub. -Mor.
- Matthiola arabica Boiss.
- Matthiola aspera Boiss.
- Matthiola boissieri Grossh.
- Matthiola bolleana Webb ex Christ
- Matthiola bucharica Czerniak.
- Matthiola caspica (N.Busch) Grossh.
- Matthiola chenopodiifolia Fisch. & C.A.Mey.
- Matthiola chorassanica Bunge ex Boiss.
- Matthiola codringtonii Rech.f.
- Matthiola crassifolia Boiss. & Gaill.
- Matthiola czerniakowskae Botsch. & Vved.
- Matthiola daghestanica (Conti) N.Busch
- Matthiola damascena Boiss.
- Matthiola dumulosa Boiss. & Buhse
- Matthiola erlangeriana Engl.
- Matthiola farinosa Bunge ex Boiss.
- Matthiola flavida Boiss.
- Matthiola fragrans (Fisch.) Bunge
- Matthiola fruticulosa (L.) Maire – sad stock
- Matthiola ghorana Rech.f.
- Matthiola glutinosa Jafri
- Matthiola graminea Rech.f.
- Matthiola incana (L.) W.T.Aiton – stock, hoary stock, gilly-flower
- Matthiola integrifolia Kom.
- Matthiola kralikii Pomel
- Matthiola livida (Delile) DC. – desert stock
- Matthiola longipetala (Vent.) DC. – night-scented stock
- Matthiola lunata DC.
- Matthiola macranica Rech.f.
- Matthiola maderensis Lowe
- Matthiola maroccana Coss.
- Matthiola montana Boiss.
- Matthiola obovata Bunge
- Matthiola odoratissima (M.Bieb.) W.T.Aiton
- Matthiola parviflora (Schousb.) W.T.Aiton
- Matthiola perennis Conti
- Matthiola perpusilla Rech.f.
- Matthiola puntensis Hedge & A.G.Mill.
- Matthiola revoluta Bunge ex Boiss.
- Matthiola robusta Bunge
- Matthiola scapifera Humbert
- Matthiola shehbazii Ranjbar & Karami
- Matthiola shiraziana Zeraatkar, Khosravi, F.Ghahrem. , Al-Shehbaz & Assadi
- Matthiola sinuata (L.) W.T.Aiton – sea stock
- Matthiola spathulata Conti
- Matthiola stoddartii Bunge
- Matthiola superba Conti
- Matthiola tatarica (Pall.) DC.
- Matthiola taurica (Conti) Grossh.
- Matthiola tianschanica Sarkisova
- Matthiola tomentosa Bél.
- Matthiola torulosa (Thunb.) DC.
- Matthiola tricuspidata (L.) W.T.Aiton – three-horned stock
- Matthiola trojana Dirmenci, Satil & Tümen

## نگارخانه

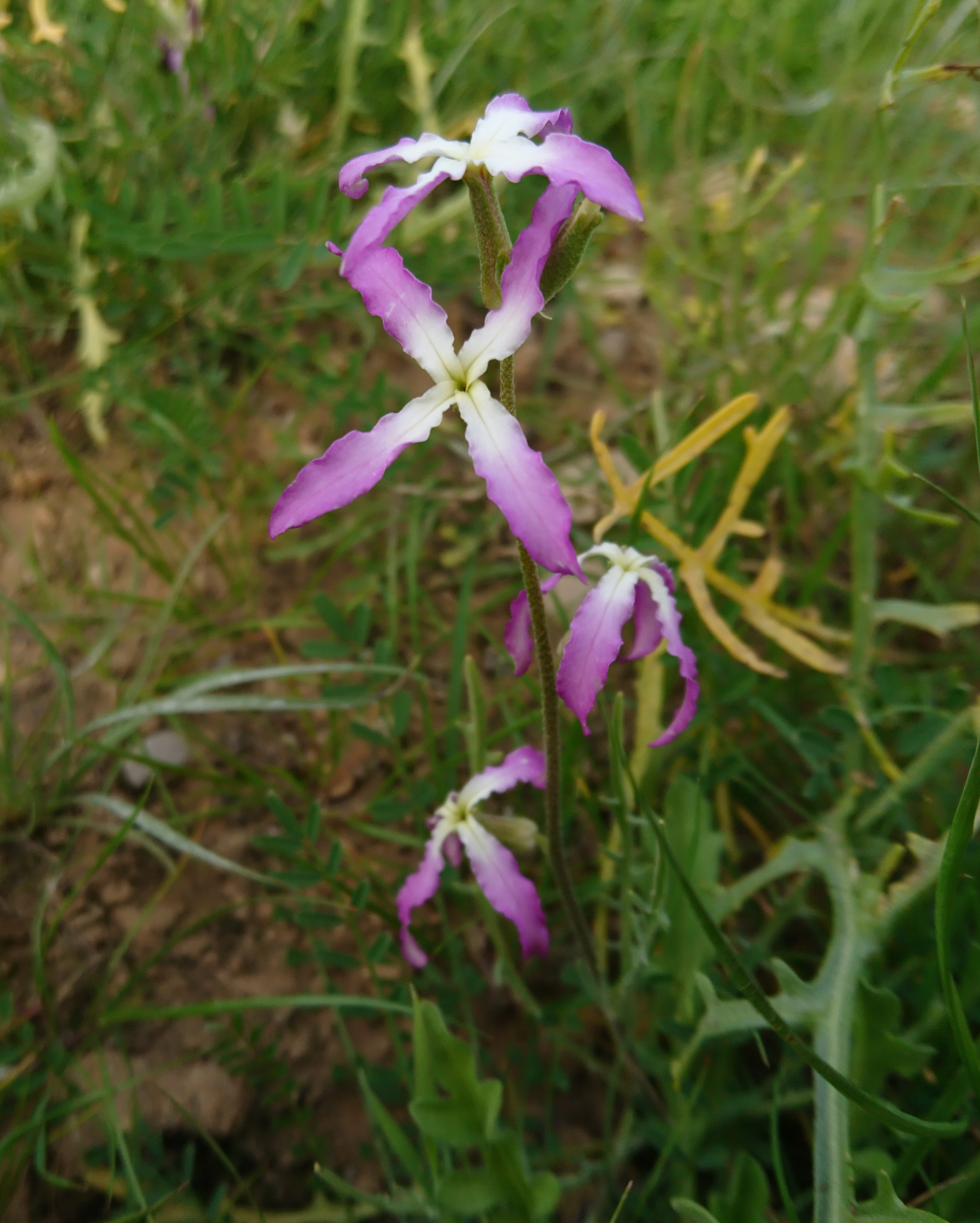
شب‌بوی هراتی، بهبهان
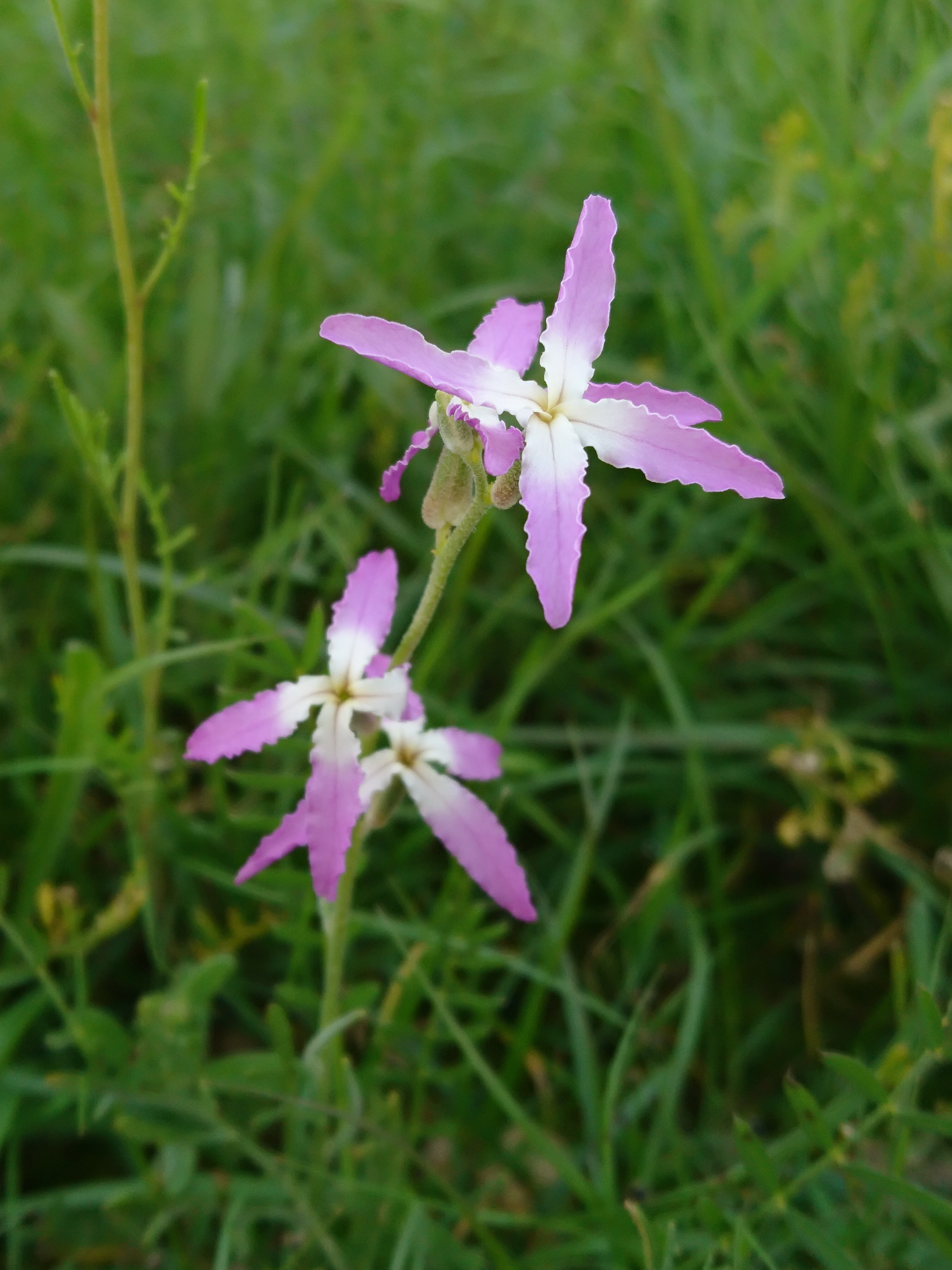
شب‌بوی هراتی، بهبهان
دسته گل شب‌بوی هراتی
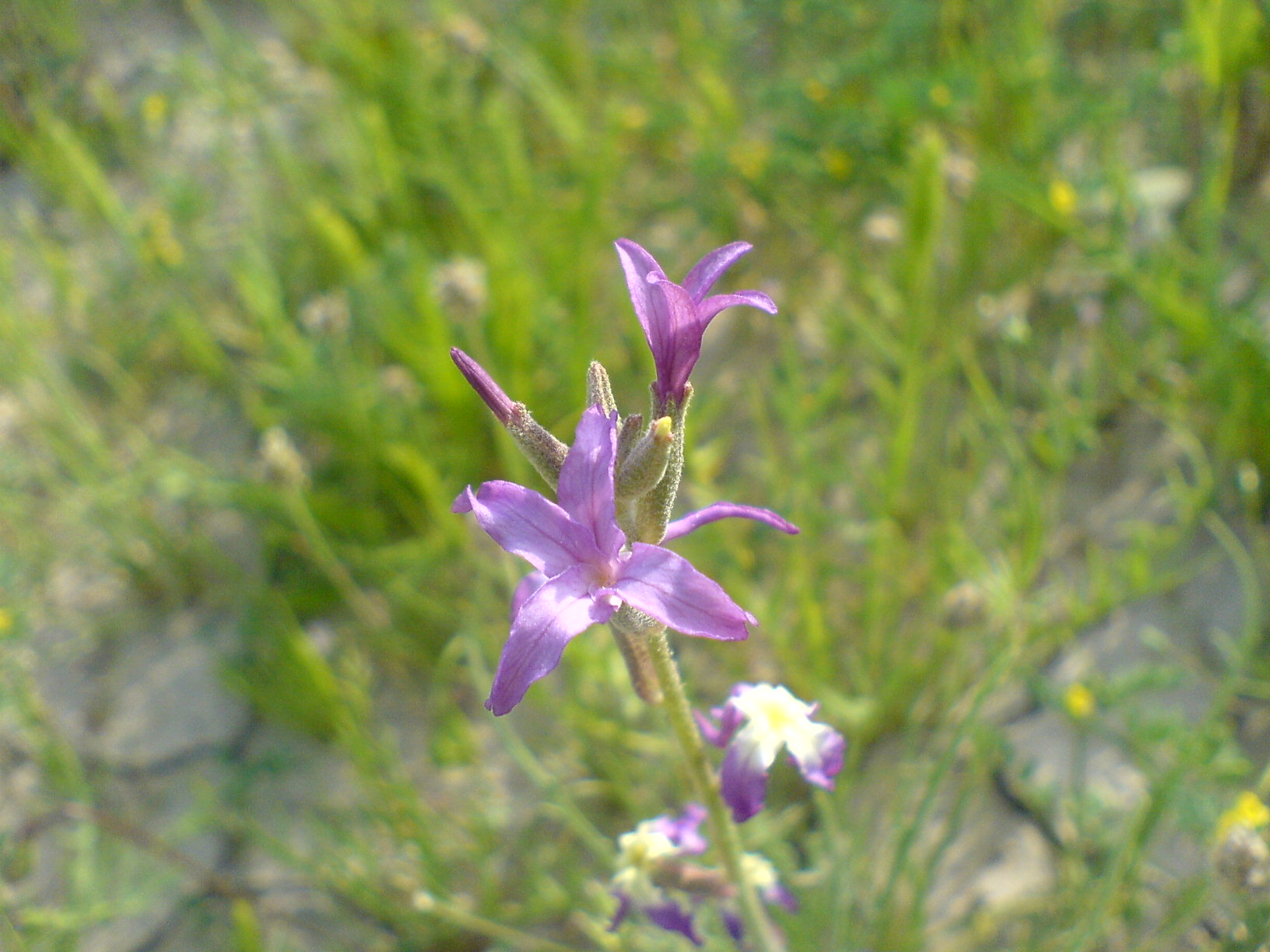
شب‌بوی هراتی در جنوب ایران